# K-peil
Het K-peil van een woning is een kengetal om de graad van thermische verliezen door de gebouwschil aan te geven. In België wordt deze term samen met het E-peil berekend, in Nederland spreekt men van de epc-waarde. De term houdt niet alleen rekening met de  isolatiegraad van een gebouw (de U-waarde) maar ook de graad van compactheid van een gebouw: een huis dat goed geïsoleerd is, maar een groot contactoppervlak heeft met buiten zal ook tot grote warmteverliezen leiden. 
In bepaalde normen wordt een maximum K-peil (bijvoorbeeld K45) vooropgesteld.

## Vlaanderen
Door de Vlaamse wetgeving rond energieprestatie en binnenklimaatnorm (EPB) en het maximale toegelaten E-peil is er ook regelgeving over het K-peil. Sinds 1 januari 2012 mag een nieuwbouwwoning een k-peil hebben van maximum 40. 
Niet woongebouwen zoals scholen en kantoren mogen in Wallonië en Brussel een K-peil van 45 hebben. Industriële gebouwen in Wallonië een K-peil van 55.
Vanaf 2018 spreken we van een S-peil voor woningen, het vervangt de K-peileis. Voor industriële gebouwen blijft de K-peileis bestaan.

## Berekenen van het K-peil
- Berekenen van de standaard warmtedoorgangscoëfficiënt

{\displaystyle U={\frac {1}{({\frac {1}{h_{e}}}+R_{T}+{\frac {1}{h_{i}}})}}}
waarbij
RT de warmteweerstandscoëfficiënt is
he de overgangscoëfficiënt buiten is met als waarde 23 W/m²K
hi de overgangscoëfficiënt binnen is met als waarde 8 W/m²K
- Berekenen van de globale warmtedoorgangscoëfficiënt

{\displaystyle U_{m}={\frac {\sum (a_{i}*A_{i}*U_{i})+\sum (L_{i}*U_{L,i})}{\sum (A_{i})}}}
waarbij ai een controlecoëfficiënt is met waarde: 
1/3 bij delen in contact met de grond
2/3 bij scheiding van delen wel en niet verwarmd
1 bij alle overige delen
- Berekenen van de compactheid van het gebouw

{\displaystyle C={\frac {V}{A}}} met V het totale volume van de woning en A de totale oppervlakte waarlangs de woning warmte verliest (buitenmuren, dak, ...)
- Berekenen van het K-peil

Er zijn drie mogelijkheden:
C≤1 : {\displaystyle K=U_{m}*100}
1<C≤4 : {\displaystyle K={\frac {U_{m}*300}{{\frac {V}{A}}+2}}}
4<C : {\displaystyle K=U_{m}*50}